# 公衆衛生振興会
一般財団法人 公衆衛生振興会（こうしゅうえいせいしんこうかい）は、国立保健医療科学院の研修生の研究奨学金や地方研究所への研究助成金の支給を実施する法人。以前は厚生労働省大臣官房厚生科学課所管の財団法人であったが、公益法人制度改革に伴い一般財団法人へ移行した。

## 概要
- 設立：1981年（昭和56年）
- 所在：埼玉県和光市本町2-6
- 理事長：石館敬三

## 事業
- 以下の事業を行う。

1. 国立保健医療科学院において教育訓練を受ける公衆衛生技術者等に対する研究奨学金
2. 地方公共団体の公衆衛生研究機関に対する研究助成金の支給
3. 国立保健医療科学院の教育訓練及び調査研究事業に対する協力
4. その他わが国の公衆衛生の水準を向上させるための研究の推進など、この法人の目的達成に必要な事業